# Tristan Lamasine
Tristan Lamasine (5 de marzo de 1993) es un tenista profesional francés. En febrero de 2022 ocupa el puesto 293 del ranking ATP.

## Carrera
Su mejor ranking individual es el Nº 181 alcanzado el 3 de agosto de 2015, mientras que en dobles logró la posición 85 el 13 de junio de 2013.
Ha logrado hasta el momento 1 título de la categoría ATP Challenger Tour en la modalidad de dobles, así como también ha obtenido varios títulos Futures tanto en individuales como en dobles.

## Títulos; 8 (0 + 8)
| Leyenda                        | Individuales | Dobles |
| ------------------------------ | ------------ | ------ |
| Grand Slam (tenis)\|Grand Slam | 0            | 0      |
| ATP World Tour Finals          | 0            | 0      |
| ATP World Tour Másters 1000    | 0            | 0      |
| ATP World Tour 500 Series      | 0            | 0      |
| ATP World Tour 250 Series      | 0            | 0      |
| ATP Challenger Series          | 0            | 8      |

### Dobles
| N.º | Fecha      | Torneo                         | Superficie    | Compañero        | Oponentes en la final                       | Resultado        |
| --- | ---------- | ------------------------------ | ------------- | ---------------- | ------------------------------------------- | ---------------- |
| 1.  | 16.06.2014 | Challenger de Blois            | Tierra batida | Laurent Lokoli   | Guillermo Durán Máximo González             | 7-5, 6-0         |
| 2.  | 26.07.2015 | Challenger de Tampere          | Tierra batida | André Ghem       | Harri Heliövaara Patrik Niklas-Salminen     | 7-6(5), 7-6(4)   |
| 3.  | 20.09.2015 | Challenger de Szczecin         | Tierra batida | Fabrice Martin   | Federico Gaio Alessandro Giannessi          | 6-3, 7-6(4)      |
| 4.  | 04.10.2015 | Challenger de Orléans          | Dura (i)      | Fabrice Martin   | Saketh Myneni Sanam Singh                   | 6-4, 7-6(2)      |
| 5.  | 18.10.2015 | Challenger de Ho Chi Minh City | Dura          | Nils Langer      | Saketh Myneni Sanam Singh                   | 1-6, 6-3, [10-8] |
| 6.  | 06.05.2016 | Challenger de Quimper          | Dura (i)      | Albano Olivetti  | Nikola Mektić Antonio Šančić                | 6-2, 4-6, [10-7] |
| 7.  | 12.06.2016 | Challenger de Lyon             | Dura          | Grégoire Barrère | Jonathan Eysseric Franko Škugor             | 6-2, 4-6, [10-7] |
| 8.  | 07.01.2017 | Challenger de Numea            | Dura          | Quentin Halys    | Adrián Menéndez-Maceiras Stefano Napolitano | 7-6(9), 6-1      |